# Francisco Mota da Costa
Francisco Mota da Costa, más conocido como Francisco Costa o Kiko Costa, (Vila Nova de Gaia, 16 de febrero de 2005) es un jugador de balonmano portugués que juega de lateral derecho en el Sporting CP de la Andebol 1. Es internacional con la selección de balonmano de Portugal.
Es hermano del también balonmanista Martim Costa y su padre, Ricardo Costa, es exjugador de balonmano y en la actualidad ejerce de entrenador.

## Palmarés

### Sporting CP
- Copa de Portugal de balonmano (3): 2022, 2023, 2024
- Liga de Portugal de balonmano (1): 2024

### Consideraciones individuales
- Mejor extremo derecho del Campeonato Europeo de Balonmano Masculino Sub-19 de 2021[3]
- Mejor lateral derecho del Campeonato Europeo de Balonmano Masculino Sub-20 de 2022[4]
- Máximo goleador del Campeonato Europeo de Balonmano Masculino Sub-20 de 2022[5]
- Mejor jugador joven del Campeonato Mundial de Balonmano Masculino de 2025[6]

## Clubes
| Club                  | País     | Año         |
| --------------------- | -------- | ----------- |
| FC Oporto             | Portugal | 2020 - 2021 |
| A. A. Avanca (cedido) | Portugal | 2021        |
| Sporting de Lisboa    | Portugal | 2021 - Act. |

## Estadísticas

### Selección nacional
|  | Líder del Torneo            |
|  | Incluido en el Equipo Ideal |

| Torneo              | Partidos | Ataque | Ataque | Ataque      | Ataque | Posición |
| Torneo              | Partidos | Goles  | Tiros  | Efectividad | Media  | Posición |
| ------------------- | -------- | ------ | ------ | ----------- | ------ | -------- |
| Mundial 2023        | 6        | 17     | 26     | 65.38%      | 2.83   | 13.º     |
| Europeo 2024        | 7        | 30     | 57     | 52.63%      | 4.29   | 7.º      |
| Mundial 2025        | 9        | 54     | 79     | 68.35%      | 6      | 4.º      |
| Total en su carrera | 22       | 101    | 156    | 64.74%      | 4.59   | -        |

Actualizado a 2 de febrero de 2025.